# Râul Arșița Închisă
Râul Arșița Închisâ este un curs de apă, afluent al râului Dărășagu .

## Hărți
- Parcul Vânători-Neamț